# Liste von Marienwallfahrtsorten
Dies ist eine Liste von Marienwallfahrtsorten.

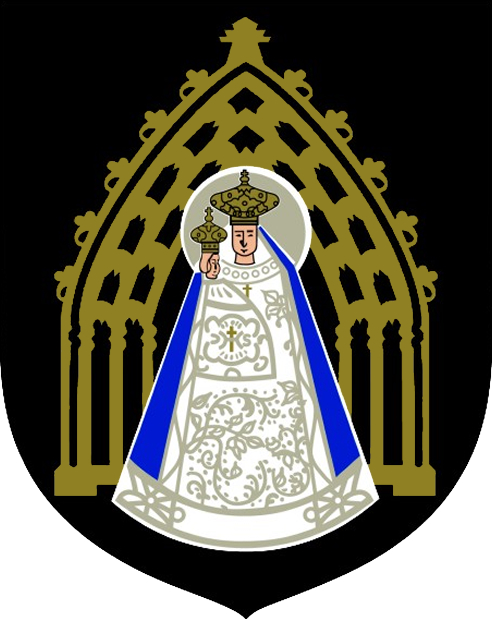
Wappen von Mariazell

## Kurzeinführung
Marienwallfahrten sind eine der vielfältigen Ausdrucksformen der Marienverehrung, insbesondere in der römisch-katholischen Kirche.

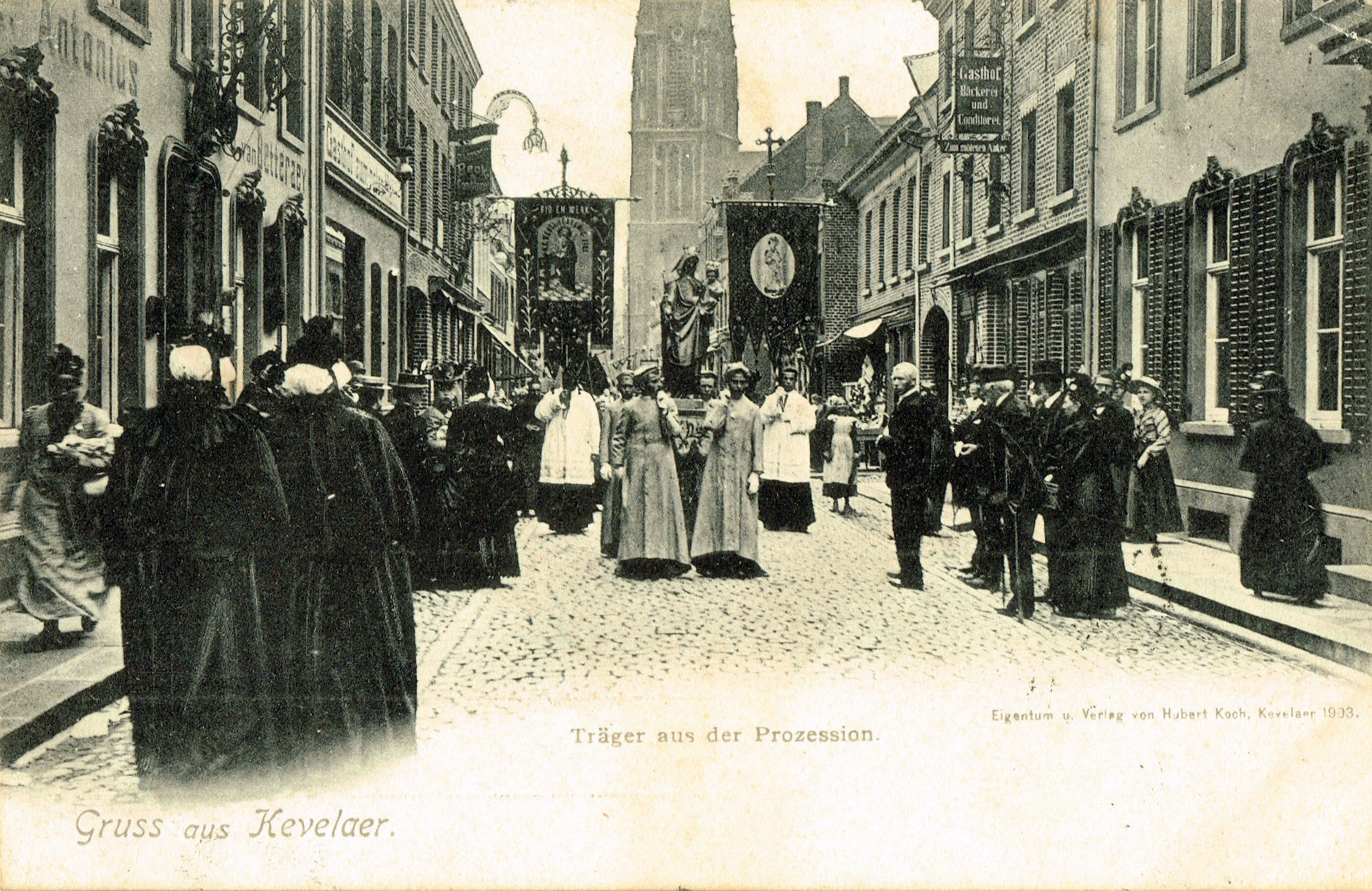
Marienprozession in Kevelaer (Ansichtskarte 1903)

Bekannte europäische Marienwallfahrtsorte sind z. B. Altötting, Einsiedeln, Fátima, Kevelaer, La Salette, Lourdes, Loreto, Mariazell, Tschenstochau (Częstochowa) und viele andere.

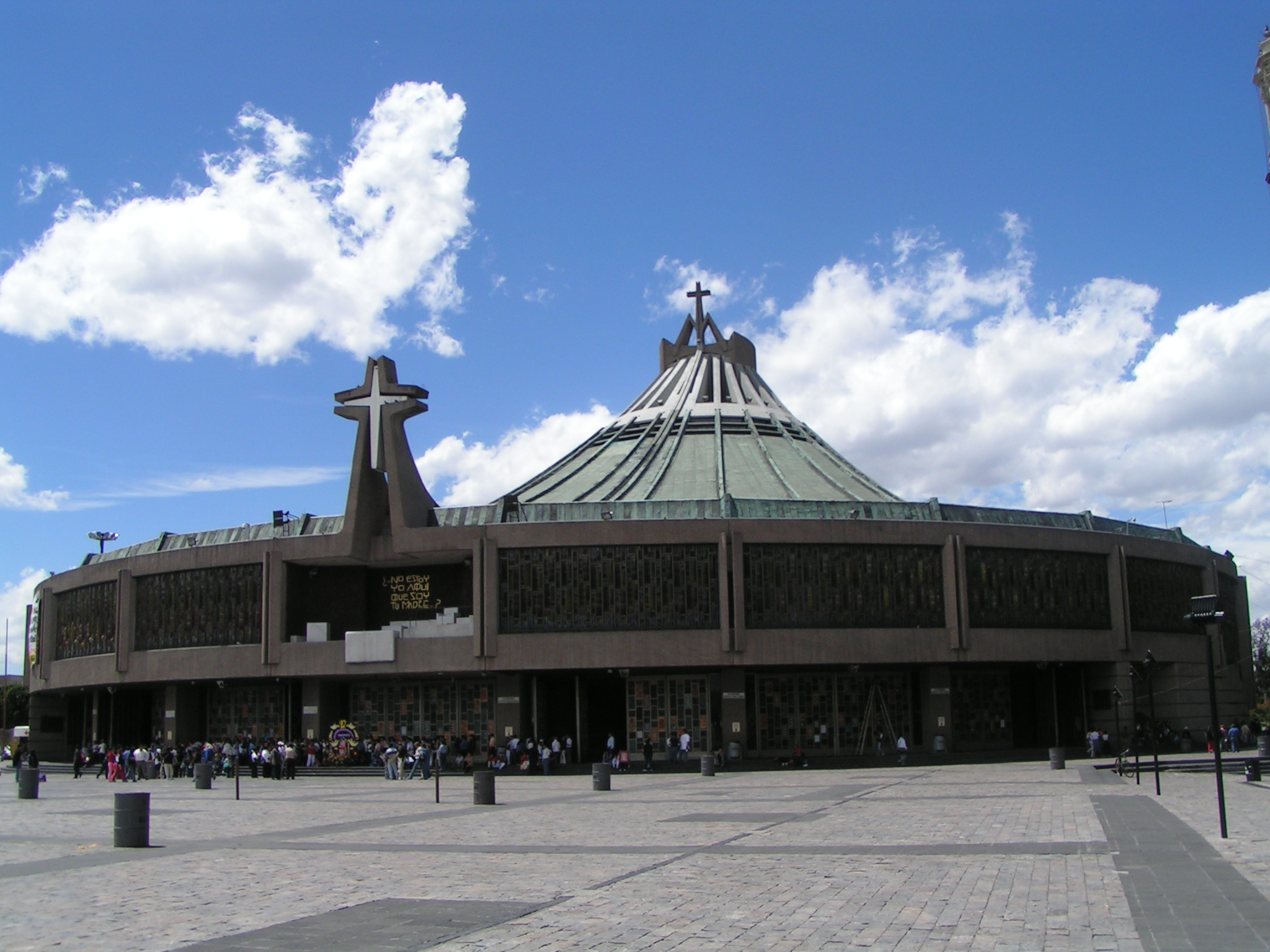
Basilika der Jungfrau von Guadalupe

Die gemessen an den Pilgerbesuchen größten Marienwallfahrtsorte befinden sich in Amerika, es sind Guadalupe (Mexiko) und Aparecida (Brasilien).
Viele der Stätten (oder ihre Klöster) tragen Maria in ihrem Namen, wie z. B. „Mariazell“ oder „Marienthal“.
Nicht alle Marienwallfahrtsorte sind von der römisch-katholischen Kirche anerkannt, wie zum Beispiel Međugorje in Bosnien und Herzegowina.
Die folgende Übersicht ist alphabetisch nach Ortensnamen (mit Angabe der Länder) sortiert, sie erhebt keinen Anspruch auf Aktualität oder Vollständigkeit:

## Übersicht
- Altötting (Deutschland)
- Aparecida (Brasilien)
- Banneux (Belgien)
- Bardo (Polen)
- Beauraing (Belgien)

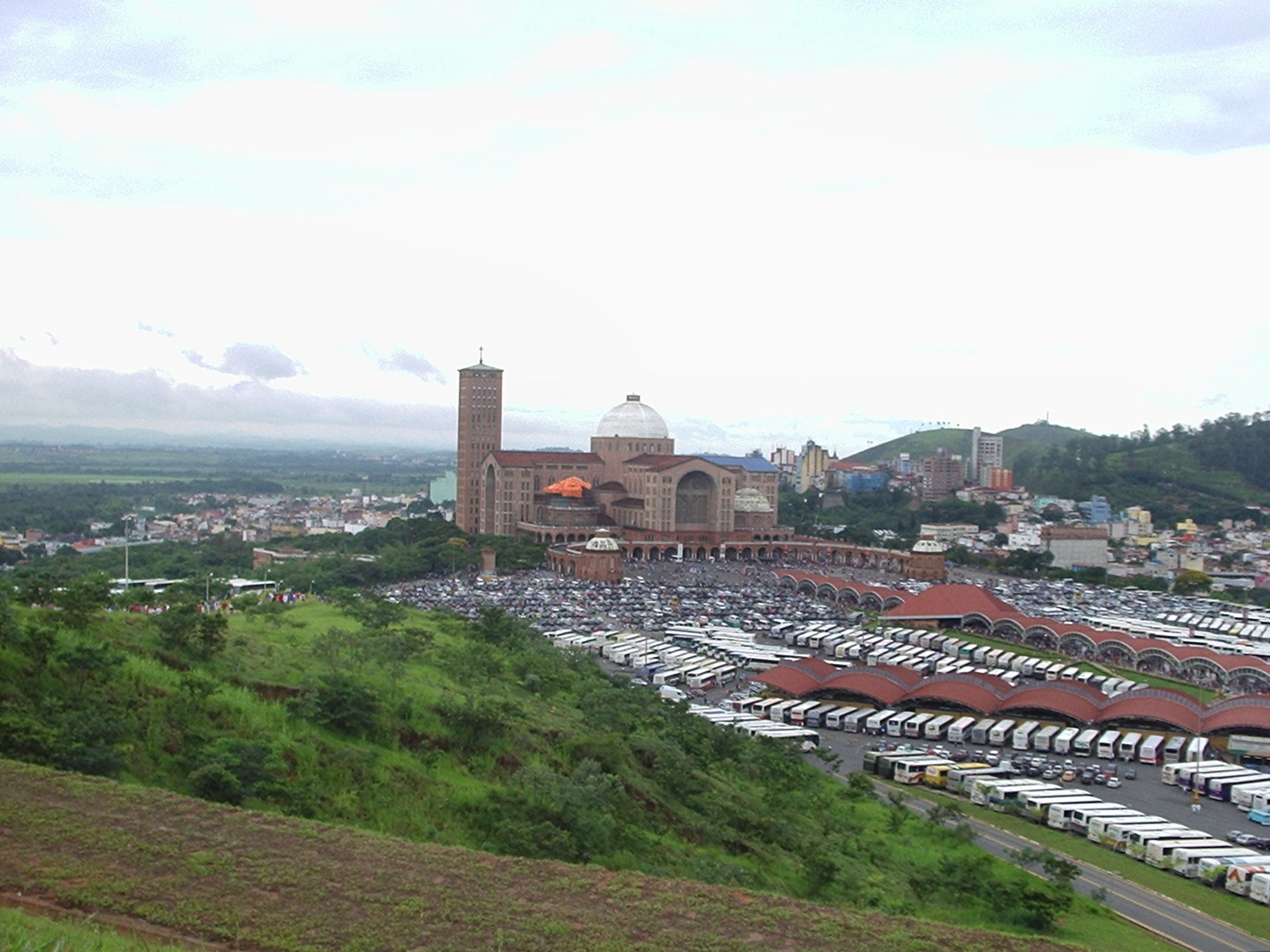
Die Basilika in Aparecida (Brasilien)

- Bethlehem (Israel) (Geburtskirche über der Grotte, wo nach christlicher Überlieferung Jesus zur Welt kam, gebaut auf Geheiß der heiligen Helena, der Mutter von Kaiser Konstantin dem Großen)
- Birkenstein (Deutschland)
- Bödingen (Deutschland)

- Chapi (Santísima Virgen de Chapi), Region Arequipa (Peru)
- Champion (Wisconsin, USA)
- Copacabana, am Titicacasee (Bolivien)
- Częstochowa, siehe: Tschenstochau (Polen)

- Einsiedeln (Schweiz)
- Etzelsbach (Deutschland)

- Fátima (seit 1917) (Portugal)
- Florenz, siehe Santissima Annunziata
- Frauenberg (Österreich)

- Guadalupe (Mexiko)

- Hrasno (Bosnien und Herzegowina)

- Issoudun (Frankreich)

- Jasna Góra, siehe: Tschenstochau (Polen)

- Kevelaer am Niederrhein (Deutschland)
- Kibeho (Ruanda)

- Kleinenberg (Deutschland)

- Loreto (Italien)
- Lourdes (Frankreich)
- Klausen (Deutschland)
- Madonna del Sasso (Schweiz)
- Maria Absam, Tirol (Österreich)

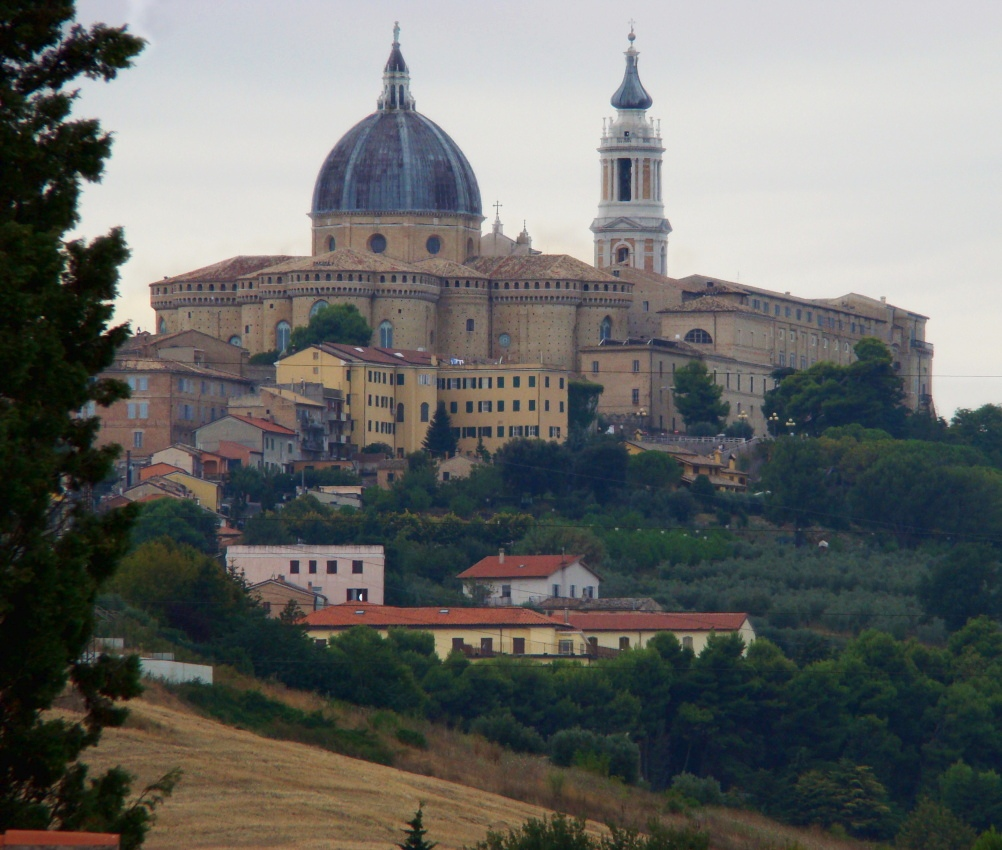
Basilika vom Heiligen Haus in Loreto

- Maria Advocata, Monte Mario, Rom (Italien)
- Maria Attersee (Österreich)
- Maria Birnbaum (Deutschland)
- Maria Dreieichen (Österreich)
- Maria Laach am Jauerling (Österreich)
- Maria Lindenberg (Deutschland)
- Maria Loreto (Tschechien)

- Maria Luggau (Österreich)
- Maria Saal (Österreich)

- Maria Steinbach (Deutschland)
- Maria Taferl (Österreich)
- Maria Vesperbild (Deutschland)
- Mariastein (Schweiz)
- Mariazell, Steiermark (Österreich)
- Marienborn (Deutschland)
- Marienthal (Deutschland)
- Marija Bistrica (Kroatien)
- Međugorje (von der römisch-katholischen Kirche im September 2024 offiziell anerkannt) (Bosnien und Herzegowina)
- Moresnet-Chapelle (Belgien)
- Neviges (Deutschland)

- Notre-Dame de Paris, Paris (Frankreich)
- Our Lady of the Grotto[2], Dominikanerkloster in Rabat (Malta)

- Paris, siehe: Notre-Dame de Paris und Rue du Bac
- Paucartambo, Wallfahrtsort der Virgen del Carmen bei Cusco (Peru)
- Pompeji (Italien)

Schwarze Madonna in Popenguine (Senegal)

- Popenguine (Senegal) mit „schwarzer“ Madonna

- Rom, siehe: Maria Advocata, Monte Mario
- Rue du Bac, Paris (Frankreich)

- La Salette (Frankreich)
- Sheshan (China)

- Ta’ Pinu, Bistum Gozo (Malta)
- Telgte bei Münster (Deutschland)

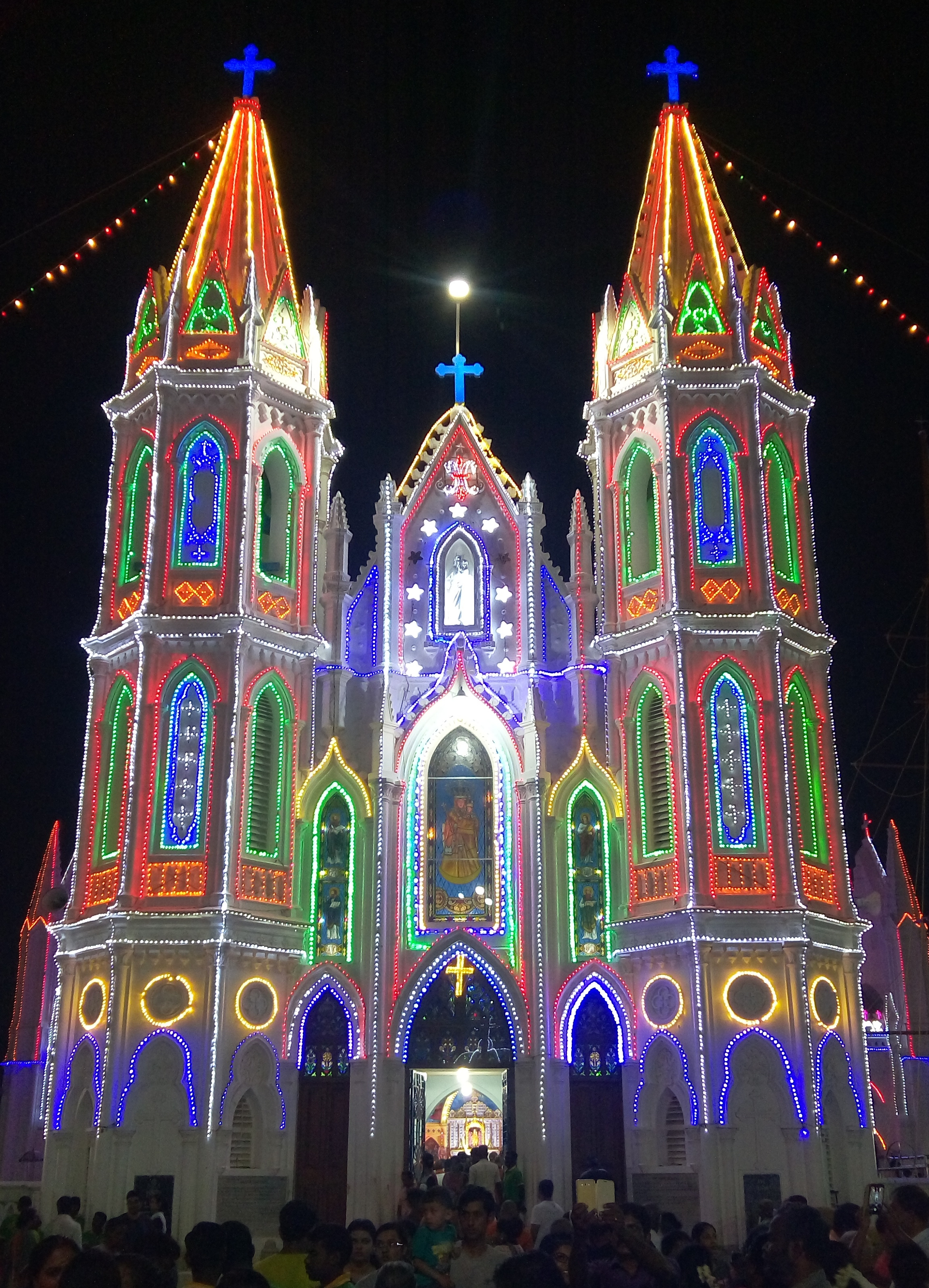
Marienbasilika von Velankanni

- Tschenstochau, berühmtester Wallfahrtsort Polens, von Papst Johannes Paul II. sehr geliebt
- Velankanni (Indien)

- Walsingham, Norfolk (England)
- Werl (Deutschland)

- Velankanni (Indien)

- Ziteil (Schweiz)